# Marseille-Echecs
Marseille-Echecs – francuski klub szachowy z siedzibą w Marsylii, mistrz kraju z 2011 roku.

## Historia
Klub powstał w 2005 roku w wyniku połączenia École Française d’Échecs i Réciproque Echecs. Pierwszym prezesem został Pierre Gravagna. W 2006 roku klub awansował do Top 16. W sezonie 2010 zespół zajął trzecie miejsce w lidze. W kolejnym roku klub zdobył mistrzostwo Francji. Skład drużyny stanowili wówczas Arkadij Naiditsch, Étienne Bacrot, Andrei Istrățescu, Aleksandyr Dełczew, Kamil Mitoń, Yannick Gozzoli, Didier Collas i Laurie Delorme. W tym samym roku zespół zadebiutował w Pucharze Europy. Klub wygrał wówczas z VŠŠSM Wilno, Le Cavalier Differdange i SK Baden, zremisował z Gros XT, a przegrał z G-Teamem Nový Bor, Taflfélag Bolungarvíkur i Najdenem Wojnowem Widyń i w klasyfikacji końcowej zajął 30. miejsce. W sezonie 2012 klub zdobył Puchar Francji, a w lidze zajął czwarte miejsce. W 2013 roku zespół zajął siódmą pozycję w mistrzostwach Francji. Następnie związku z wycofaniem wsparcia finansowego przez miasto, klub zrezygnował z udziału w najwyższej lidze francuskiej, koncentrując się na drużynach juniorskich. Nastąpiła wówczas również zmiana prezesa; tę funkcję objął Yannick Gozzoli. W 2014 roku juniorzy Marseille-Echecs zdobyli wicemistrzostwo kraju (Top Jeunes). Cztery lata później nowym prezesem została Laurie Delorme. W 2023 roku pierwsza drużyna powróciła do Top 16, uzyskując wówczas dziewiąte miejsce w lidze.

## Arcymistrzowie w historii klubu
- Carlos Daniel Albornoz Cabrera[7]
- Étienne Bacrot[8]
- Tamás Bánusz[9]
- Mateusz Bartel[8]
- Óscar de la Riva Aguado[10]
- Jean-Marc Degraeve[11]
- Aleksandyr Dełczew[8]
- Gabriel Flom[7]
- Petyr Genow[12]
- Yannick Gozzoli[13]
- Sankalp Gupta[7]
- Bartłomiej Heberla[10]
- Andrei Istrățescu[2]
- Radosław Jedynak[10]
- Witalij Kunin[9]
- Pierre Laurent-Paoli[7]
- Sébastien Mazé[13]
- Kamil Mitoń[10]
- Arkadij Naiditsch[14]
- Igor-Alexandre Nataf[11]
- Jaime Santos Latasa[9]
- Francesco Sonis[7]